# Сан Мауро (Фиренца)
Сан Мауро је насеље у Италији у округу Фиренца, региону Тоскана.
Према процени из 2011. у насељу је живело 3091 становника. Насеље се налази на надморској висини од 37 м.